# Emil Kralj
Emil Kralj, slovenski gledališki igralec in režiser, * 24. februar 1895, Trebče, Avstro-Ogrska, † 1. marec 1945, Gorica. 

## Življenjepis
Emil Kralj je v Trstu obiskoval ljudsko šolo, tri razrede meščanske in dva razreda trgovske šole. Po končani šoli je dve leti in pol delal kot praktikant v trgovini za steklo in porcelan. Igrati je pričel v gledališki sezoni 1911/1912 pri slovenskem gledališču v Trstu, ki ga je takrat vodil Leon Dragutinović. Do začetka prve svetovne vojne je nastopal v drami, opereti in operi, vnovič je na oder stopil jeseni 1917. Režiral je tudi okoli 20 slovenskih in tujih del. Ko je 1919 pogorel Narodni dom v Trstu, je prišel v Ljubljano, kjer se je razvil v močnega dramskega igralca. Tudi v Ljubljani je v prvi dobi režiral več dram in nekaj oper.
Kralj je bil eden najizrazitejših in najpomembnejših slovenskih igralcev med obema vojnama, izrazit interpret razmišljajočih izobražencev, mojster intimne, nevznesene igre. Imel je velik smisel za humor in bridko ironijo, ni se branil iger, ki so bile že na meji burleske. Občasno pa je objavljal tudi feljtone in prevajal iz italijanščine in tudi obratno. Med drugo svetovno vojno je odšel v Celovec in od tam v Gorico.